# 呂巽
呂巽（?—?），字長悌，曹魏政治人物、曾強姦弟弟呂安的妻子徐氏。他出身東平地區，是魏鎮北將軍呂昭之子，呂安的異母哥哥，與嵇康有往來。

## 生平
呂巽曾經擔任司馬昭的長史，擔任相國掾，也受到司馬昭寵愛。
景元三年（262年），呂巽看上弟媳美色，灌醉呂安的妻子徐氏後，迷姦得逞。徐氏羞愧難當，自縊而亡，嵇康勸呂安不要揭發此醜事。呂巽憂心把柄操於人手，遂反誣呂安“撾母”不孝。司馬昭於是將呂安下獄。嵇康與呂巽絕交，寫《與呂長悌絕交書》。钟会利用這機會中傷，於是司马昭斬首嵇康、呂安二人。嵇康被冠上不孝者同黨之名。